# Walshausen (Hildesheim)

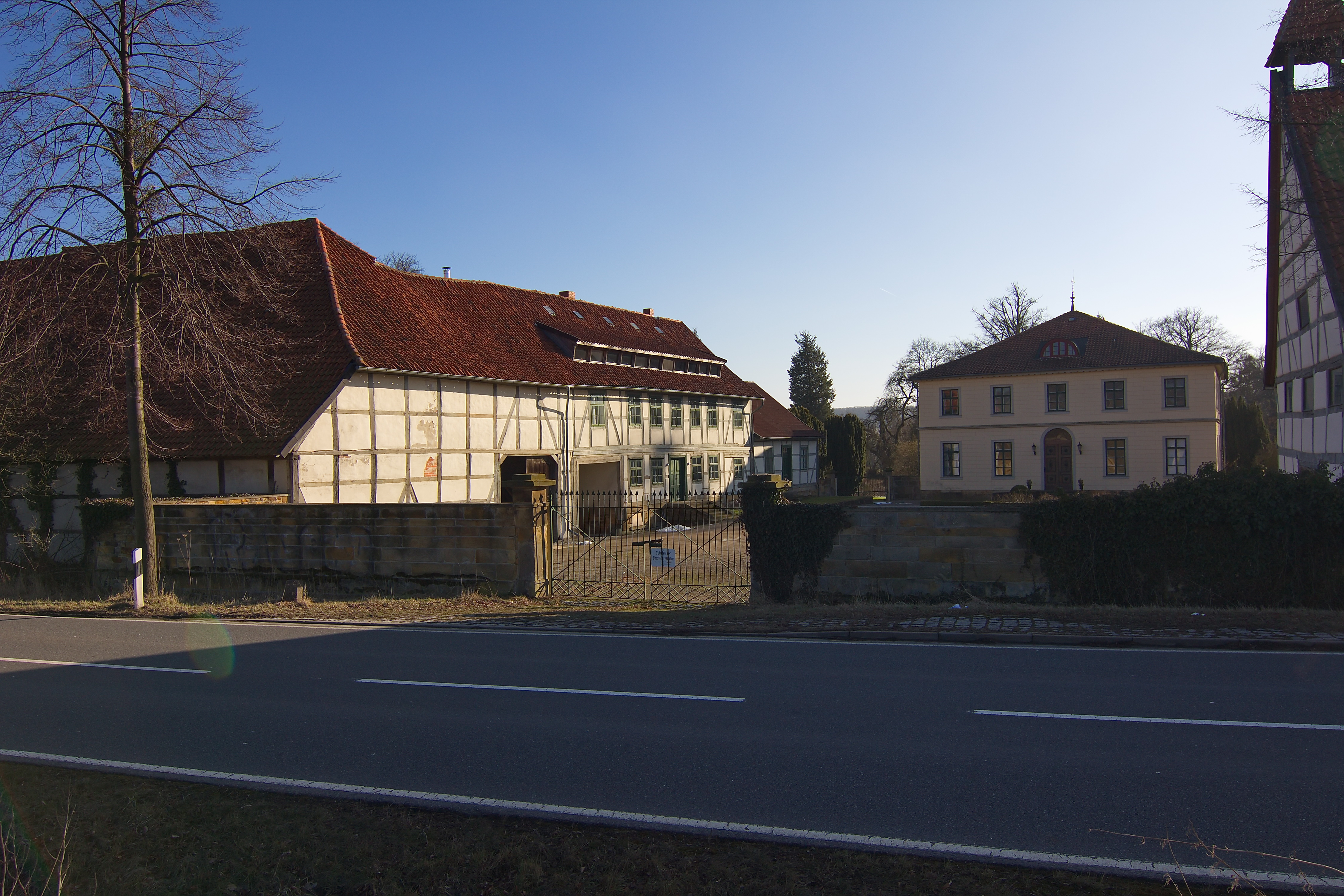
Gut Walshausen

Das Gut Walshausen, südlich von Hildesheim zwischen Itzum und Heinde an der Innerste gelegen und als Teil von Heinde zu Bad Salzdetfurth gehörend, ist als „italienische Villa vor den Toren Hildesheims“ bekannt.

## Geschichte
Der Name des Gutes ist in einer Urkunde von 1146 als „Waleshusen“ erstmals erwähnt im Rahmen der Schenkung von Eigengut mit einer Mühle durch Bischof Bernhard I. von Hildesheim an das eben gegründete Hildesheimer Kloster St. Godehard. Bernhard I. stammte von den Grafen von Walshausen ab. Die klassizistische Gestalt der heutigen Hofanlage geht im Wesentlichen auf die Neuplanung und den Umbau durch den hannoverschen Hofbaumeister Georg Ludwig Friedrich Laves 1828/9 zurück. 1843 erwarb es Graf Carl von Wallmoden-Gimborn als Sommersitz, 1897 kam es – wie auch das Gut Heinde – an die Grafen von Kielmannsegg.

## Lavesbrücke
Eine bis Mitte des letzten Jahrhunderts bestehende Brücke unterhalb des Gutes über die Innerste wurde in ihrer für Laves typischen Fischbauch-Konstruktion im Jahr 2005 neu errichtet. Weitere Lavesbrücken befinden sich im Welfengarten in Hannover und an den Fischteichen in Derneburg.